# Ciré
Ciré je způsob úpravy tkanin a krajek, kterým se vytváří lesklý povrch textilie podobný kůži.

## Technologie úpravy
Úprava se dá provádět dvěma způsoby:
- Na textili se nanáší vosk a kalandruje za horka. Účinek úpravy je časově omezený.
- Textilie se vyrábí z termoplastických materiálů. Úpravou se na textili se vytváří reliefní povrch s vysokým leskem. Úprava má trvalý účinek[2]

## Historie ciré
Tkaniny s úpravou ciré se začaly vyrábět asi v roce 1910. Používaly se většinou na stuhy, límce a opasky. Vrchol jejich obliby přišel ve 30. letech.
V 50. až 70. letech se krátkodobě  dostaly do módy, např. v dámských pláštích (), často se jim říkalo „leštěná bavlna“.
V 21. století jsou známé oděvy s ciré úpravou jako vintage v několika variantách vzorování a střihů, obzvlášť ve Francii.